# Changement climatique en Martinique
Le réchauffement climatique en Martinique comprend les manifestations et impacts du réchauffement climatique mondial en Martinique.

## Contexte
Le réchauffement climatique, ou changement climatique, est une conséquence des activités humaines. La Martinique contribue peu aux émissions de gaz à effet de serre. Elle s'expose à des impacts qui devraient être croissants à mesure que le réchauffement se poursuit. Elle s'engage dans des politiques d'atténuation et conduit des expériences d’adaptation, notamment avec l'aide du fonds vert pour le climat. Parmi ces expériences, on compte la protection ou la restauration des écosystèmes.
De 2010 à 2020, la Martinique connait des épisodes de sécheresses. Il existe une possibilité de restriction d'utilisation d'eau à certains besoins vitaux.

## Impacts

### Impact sur l’environnement naturel
En Martinique, les coraux sont menacés de mort pour des pics de chaleur fréquents et répétitifs. Pour des températures supérieures à 30°C, pendant une certaine durée, on observe le blanchissement des coraux qui subissent un dépérissement. En plus des pics de chaleur, l’acidification des océans contribue aussi à fragiliser les coraux, qui se régénèrent lentement et demeurent fragiles après plusieurs blanchissement.
La mort de ces écosystèmes, favorables pour les poissons provoque une rupture de la chaîne alimentaire jusqu'à l'homme. La pêche et le tourisme sont fortement touchées.

### Impact sur le climat
Le rapport du GIEC “Impacts, adaptation et vulnérabilités” de février 2022 précise que les cyclones et les fortes précipitations répétitives deviendront plus intenses. On y observe également des hausses du niveau des mers,.

### Impact sur les personnes
La mort des coraux entraîne des conséquences pour les populations. Ils constituent le pilier de la vie des sociétés humaines pour Virginie Duvat, professeure de géographie et rédactrice pour les 5e et 6e rapports du Groupe d'experts intergouvernemental sur l'évolution du climat (GIEC),,. Les populations subissent des difficultés économiques de ce fait car elles y avaient des revenus liés au tourisme.
Du fait des marées hautes, les populations sont délocalisées et la répétition de ce phénomène pose un risque de multiplication de zones inhabitables,,.
Du fait de la sécheresse connue en 2015 et 2020, la direction de l’alimentation, l’agriculture et de la Forêt fait état pour 2015 de près d’un million d’euros pour 162 bénéficiaires d'indemnisations et d’environ 1,1 million euros pour 213 bénéficiaires pour 2020.

## Politiques et législation du gouvernement
Le fonds vert finance des projets suivant des critères de choix tels la performance environnementale, adaptation du territoire au changement climatique et amélioration du cadre de vie. Quatre projets proposés par la Martinique les respectent. On peut citer:
- le projet pour la transformation du quartier Bon Air à Fort-de-France en Écoquartier à deux millions cinq cent milles (2500000) d'euros de subventions;

- Le projet pour le traitement du biogaz qui porte sur les travaux de mise en œuvre du captage et du traitement du biogaz. Il émane de la proposition du Syndicat Martiniquais de Traitement et de Valorisation des Déchets (SMTVD). Son financement est de huit-cent soixante-dix mille (870.000) euros,